# Impresión bajo demanda

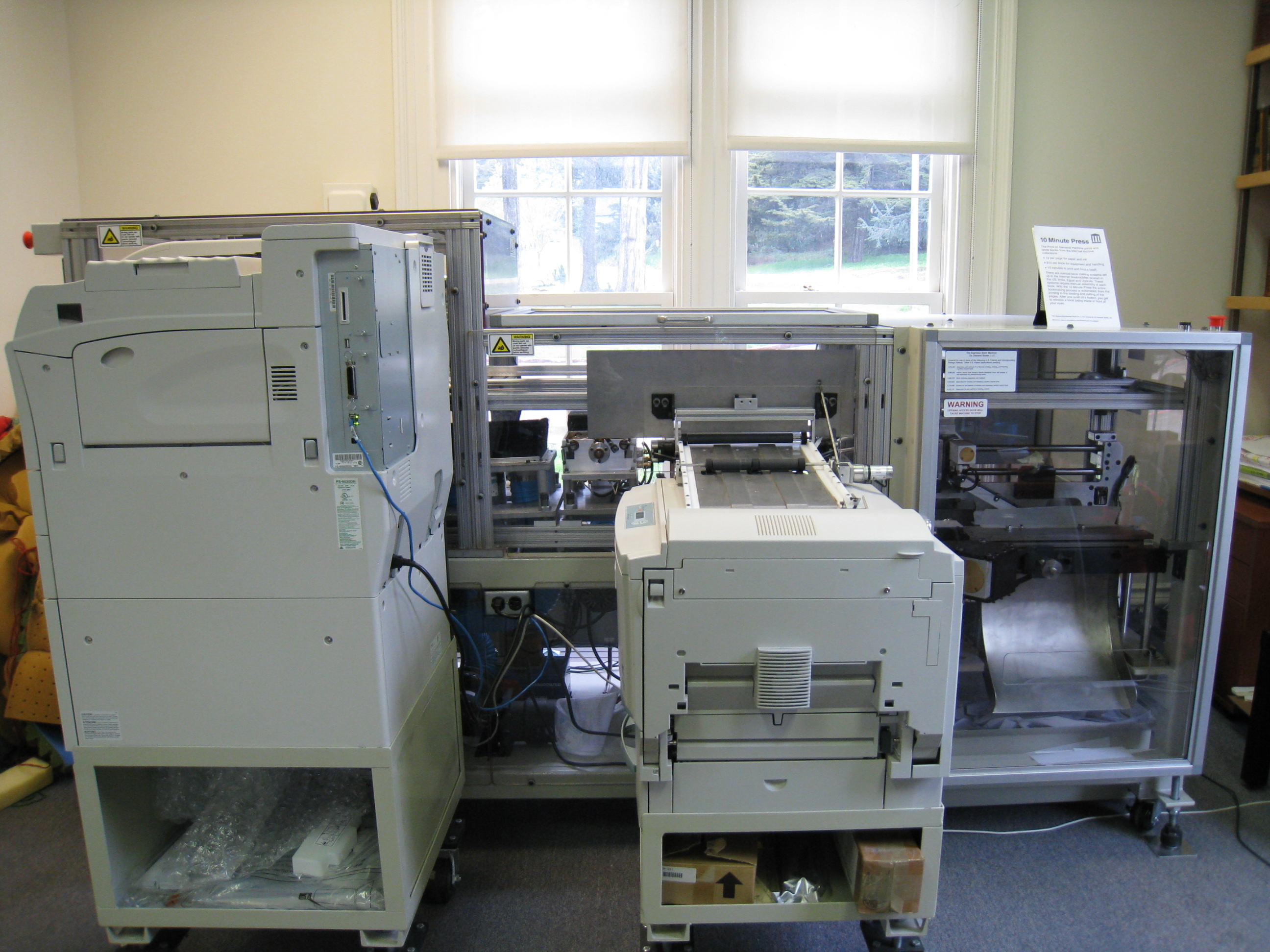
Impresora de bajo demanda

Impresión bajo demanda o publicación bajo demanda (POD) es una metodología de publicación en la que se produce un número determinado de ejemplares en el momento de recibir un pedido.
Mientras que la impresión bajo demanda se puede usar en cualquier tecnología de impresión, como linocut o impresión de cartas Gutenberg, la impresión digital se usa con tanta frecuencia que los términos se usan indistintamente.

## Print on demand
"Print on Demand" es también una marca registrada de Cygnus Business Media, lo cual puede llevar a confusión.